# Gecinulus viridis
Gecinulus viridis là một loài chim trong họ Picidae.